# Кальциноз
Кальцино́з — патофізіологічний і метаболічний синдром, який відбувається через відкладення кальцієвих солей у тканинах та в різних патологічних утвореннях.
Артеріальний кальциноз — патологічний процес, який характеризується кальцинозом внутрішньої і середньої оболонок артерій.